# Бушинка
Буши́нка (укр. Бушинка) — село на Украине, находится в Тывровском районе Винницкой области.
Код КОАТУУ — 0524580401. Население по переписи 2001 года составляет 498 человек. Почтовый индекс — 23345. Телефонный код — 4355.
Занимает площадь 22,003 км².

## Адрес местного совета
23345, Винницкая область, Тывровский р-н, с. Бушинка, ул. Кооперативная, 6